# Natasha Liu Bordizzo
Natasha Liu Bordizzo (chiń. 劉承羽; pinyin Liú Chéngyǔ; ur. 25 sierpnia 1994 w Sydney) – australijska aktorka i modelka. Zadebiutowała rolą Snow Vase w filmie Netflixa Przyczajony tygrys, ukryty smok: Miecz przeznaczenia. W 2019 roku zagrała postać Heleny w serialu Netflixa The Society.

## Życiorys
Natasha Liu Bordizzo urodziła się w Sydney, w Australii. Jej matka jest Chinką, a ojciec Włochem. Uczęszczała do Sydney Girls High School, a następnie rozpoczęła studia na Wydziale Prawa na University of Technology w Sydney. Jeszcze podczas studiów została obsadzona w głównej roli w filmie Przyczajony tygrys, ukryty smok: Miecz przeznaczenia, mimo że było to jej pierwsze przesłuchanie w życiu. Bordizzo myślała, że powierzono jej tę rolę ze względu na wiek i wygląd, biegłość w języku angielskim oraz umiejętność sztuk walki, ponieważ ma czarny pas w taekwondo i trenuje karate Kenpō. Aby przygotować się odpowiednio do roli, przeszła intensywny trening w walce mieczem z Yuen Woo-pingiem. W lutym 2016 roku, po premierze filmu, Bordizzo przeniosła się do Los Angeles, aby kontynuować swoją karierę aktorską.
W 2017 roku zagrała drugoplanową rolę Deng Yan w amerykańskim musicalu Król rozrywki, wyreżyserowanym przez Michaela Graceya, w którym wystąpili Hugh Jackman, Zac Efron, Michelle Williams, Rebecca Ferguson i Zendaya. Film miał swoją premierę 8 grudnia na pokładzie RMS Queen Mary 2.
Bordizzo wystąpiła również w filmie Hotel Mumbai (2018) w reżyserii Anthony’ego Marasa. Zagrała australijskiego backpackera Bree.
W 2021 roku Bordizzo wystąpiła w filmie Amazona Kiedy nikt nie patrzy jako Julia. Bordizzo podczas przesłuchania do formie wideo-rozmowy używała amerykańskiego akcentu, ale reżyser poprosił, aby zachowała swój rodzimy australijski akcent. W tym samym roku Bordizzo wystąpiła w animowanym filmie komediowym Smok życzeń jako Li Na Weng. W listopadzie 2021 roku Bordizzo została obsadzona jako Sabine Wren w serialu ze świata Gwiezdnych wojen, Ahsoka.
Bordizzo jest ambasadorką Chanel i modelką australijskiej marki Bonds.

## Filmografia
| Rok  | Tytuł                                                | Rola         | Źródło |
| ---- | ---------------------------------------------------- | ------------ | ------ |
| 2016 | Przyczajony tygrys, ukryty smok: Miecz przeznaczenia | Snow Vase    | [ 11 ] |
| 2017 | Gong Shou Dao                                        | Mistrzyni Yu | [ 12 ] |
| 2017 | Król rozrywki                                        | Deng Yan     | [ 13 ] |
| 2018 | Detective Chinatown 2                                | Chen Ying    | [ 14 ] |
| 2018 | Hotel Mumbai                                         | Bree         | [ 15 ] |
| 2019 | The Society                                          | Helena       | [ 16 ] |
| 2019 | Guns Akimbo                                          | Nova         | [ 17 ] |
| 2019 | The Naked Wanderer                                   | Valerie      | [ 18 ] |
| 2020 | Most Dangerous Game                                  | Kennedy      | [ 19 ] |
| 2021 | Kiedy nikt nie patrzy                                | Julia        | [ 20 ] |
| 2021 | Smok życzeń                                          | Li Na        | [ 21 ] |
| 2022 | Dzienna zmiana                                       | Heather      | [ 22 ] |
| 2023 | Star Wars: Ahsoka                                    | Sabine Wren  | [ 8 ]  |